# Ceriosperma macrocarpum
Ceriosperma es un género botánico monotípico de plantas pertenecientes a la familia Brassicaceae. Su única especie: Ceriosperma macrocarpum es originaria del Medio Oriente.

## Taxonomía
Ceriosperma macrocarpum fue descrita por (Boiss.) Greuter & Burdet y publicado en Willdenowia 13: 86. 1983.